# Sphaerodactylus sabanus
Sphaerodactylus sabanus är en ödleart som beskrevs av  Cochran 1938. Sphaerodactylus sabanus ingår i släktet Sphaerodactylus och familjen geckoödlor. Inga underarter finns listade i Catalogue of Life.